# しし座II
しし座II(Leo II)は、しし座の方角に約69万光年離れた位置にある矮小楕円体銀河である。2008年10月時点で、24個が知られている銀河系の伴銀河の一つである。2007年時点で、しし座IIの核半径は178 ± 13パーセク、潮汐半径は632 ± 32パーセクと考えられている。この銀河は、1950年にウィルソン山天文台とパロマー天文台のロバート・ハリントンとアルバート・ウィルソンが発見した。

## 近年の発見
2007年、15人の科学者からなるチームがマウナケア山の国立天文台ハワイ観測所すばる望遠鏡でしし座IIを観測した。2晩で90分間の露光が行われ、26等級までの82,252個の恒星が検出された。この観測により、しし座IIの大部分は金属量の少ない古い恒星からなっていることが発見され、銀河系のような大きな銀河に飲み込まれたのを生き延びたものであることが示唆された。
ヨーロッパ南天天文台による観測で、質量は(2.7 ± 0.5)×107太陽質量と推定された。